# 21713 Michaelolson
21713 Michaelolson è un asteroide della fascia principale. Scoperto nel 1999, presenta un'orbita caratterizzata da un semiasse maggiore pari a 2,2787808 UA e da un'eccentricità di 0,1622572, inclinata di 6,57275° rispetto all'eclittica.